# Zachariwka
Zachariwka (ukr.: Захарівка, w latach 1926–2016 Frunziwka) – osiedle typu miejskiego w obwodzie odeskim na Ukrainie, siedziba władz rejonu rozdzielniańskiego.
W 1970 miejscowość liczyła 6300 mieszkańców.